# Гегглінген
Гегглінген (нім. Hägglingen) — громада  в Швейцарії в кантоні Ааргау, округ Бремгартен.

## Географія
Громада розташована на відстані близько 80 км на північний схід від Берна, 16 км на схід від Аарау.
Гегглінген має площу 7,8 км², з яких на 10,2% дозволяється будівництво (житлове та будівництво доріг), 57,7% використовуються в сільськогосподарських цілях, 32,1% зайнято лісами, 0% не є продуктивними (річки, льодовики або гори).

## Демографія
2019 року в громаді мешкало 2445 осіб (+7,8% порівняно з 2010 роком), іноземців було 14,7%. Густота населення становила 315 осіб/км².
За віковим діапазоном населення розподілялося таким чином: 20,3% — особи молодші 20 років, 62% — особи у віці 20—64 років, 17,7% — особи у віці 65 років та старші. Було 1014 помешкань (у середньому 2,4 особи в помешканні).
Із загальної кількості 858 працюючих 85 було зайнятих в первинному секторі, 431 — в обробній промисловості, 342 — в галузі послуг.